# 椋寛
椋 寛（むくのき ひろし）は、日本の経済学者、学習院大学教授。

## 略歴
- 1997年 横浜国立大学経済学部経済学科卒業[1]
- 2002年 東京大学大学院経済学研究科博士課程単位取得退学[1]
- 2002年 - 2003年  日本学術振興会特別研究員（ＰＤ）[1]
- 2003年 - 2004年  学習院大学経済学部専任講師[1]
- 2004年 - 2007年  学習院大学経済学部助教授[1]
- 2007年 - 2011年  学習院大学経済学部経済学科准教授[1]
- 2008年 - 2010年  ブリティッシュ・コロンビア大学Sauder School of Business客員准教授[1]
- 2011年   - 学習院大学経済学部経済学科教授[1]

## 委員歴
- 2016年8月 - 現在   経済産業省産業構造審議会  通商・貿易分科会／不公正貿易政策・措置調査小委員会委員
- 2015年10月 - 2017年3月  参議院経済産業委員会調査室  客員調査員

## 受賞
- 2001年 兼松フェローシップ(大学院生研究奨励賞）
- 2012年 日本国際経済学会、第2回特定領域研究奨励賞（小田賞）受賞
- 2023年 日本国際経済学会、第18回小島清賞研究奨励賞受賞

## 著書
- （木村福成）『国際経済学のフロンティア：グローバリゼーションの拡大と対外経済政策』（東京大学出版会、2016年）ISBN 978-4130402767
- （石川城太・菊地徹）『国際経済学をつかむ』（有斐閣、2007年）ISBN 978-4641177192
- 『自由貿易はなぜ必要なのか』（有斐閣、2020年）ISBN  978-4641165670